# Čortanovci

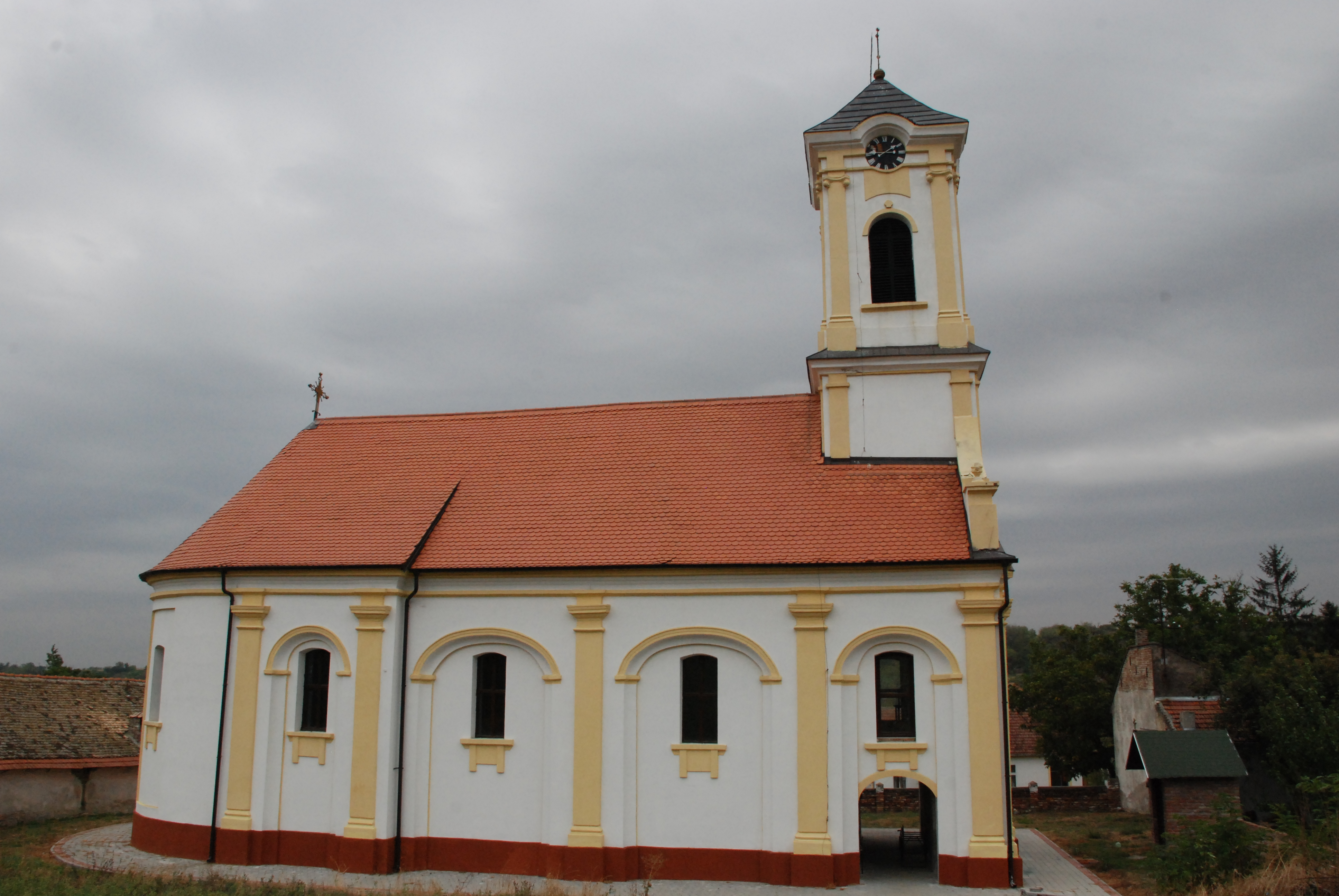
Kostel v Čortanovcích

Čortanovci (v srbské cyrilici Чортановци) jsou vesnice v srbské Vojvodině. Administrativně spadají pod opštinu Inđija. Nacházejí se přesněji na půlce cesty mezi Bělehradem a Novým Sadem. V blízkosti vesnice prochází Železniční trať Bělehrad–Subotica a je zde budován železniční tunel. Vede zde také dálnice spojující obě největší srbská města. V roce 2002 zde žilo 2308 obyvatel.
Čortanovci mají dvě nádraží; Čortanovci-Dunav, které se nachází v údolí řeky Dunaje a Čortanovci v blízkosti obce.
V blízkosti Čortanovců se nachází luxusní Vila Stanković z roku 1930. Západně od vesnice vystupuje nad okolní rovinu Panonské nížiny pohoří Fruška Gora. Severně od vesnice, v údolí řeky Dunaje se v dobách existence meziválečné Jugoslávie rovněž těžilo uhlí, nicméně původní důl nakonec zničil sesuv půdy.